# Nový Život

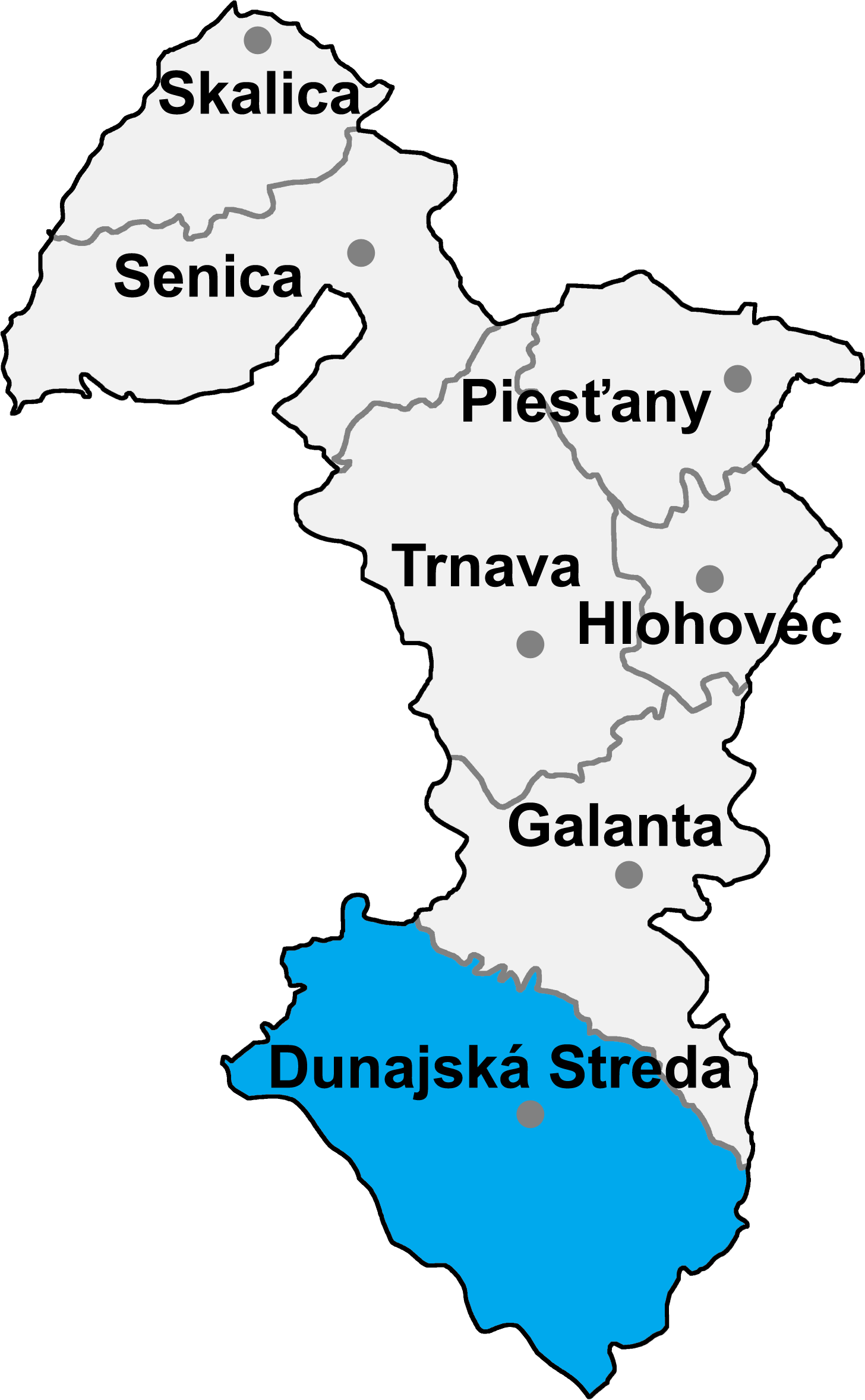
Localização de Dunajská Streda (distrito) na Trnava (região)

O Distrito eslovaco de Nový Život  é um dos sessenta e quatro municípios que formam a Distrito de Dunajská Streda, situada em Região de Trnava, Eslováquia.

## Demografia
| Ano:        | 1994 | 2004   | 2014   | 2024   |
| ----------- | ---- | ------ | ------ | ------ |
| Broj ljudi: | 1953 | 2141   | 2237   | 2302   |
| Razlika:    |      | +9,62% | +4,48% | +2,90% |

| Ano:               | 2023 | 2024   |
| ------------------ | ---- | ------ |
| Número de pessoas: | 2295 | 2302   |
| Diferença:         |      | +0,30% |